# Coluzea wormaldi
Coluzea wormaldi är en snäckart som först beskrevs av Powell 1971.  Coluzea wormaldi ingår i släktet Coluzea och familjen Turbinellidae. Inga underarter finns listade i Catalogue of Life.